# Domenico Müllensiefen

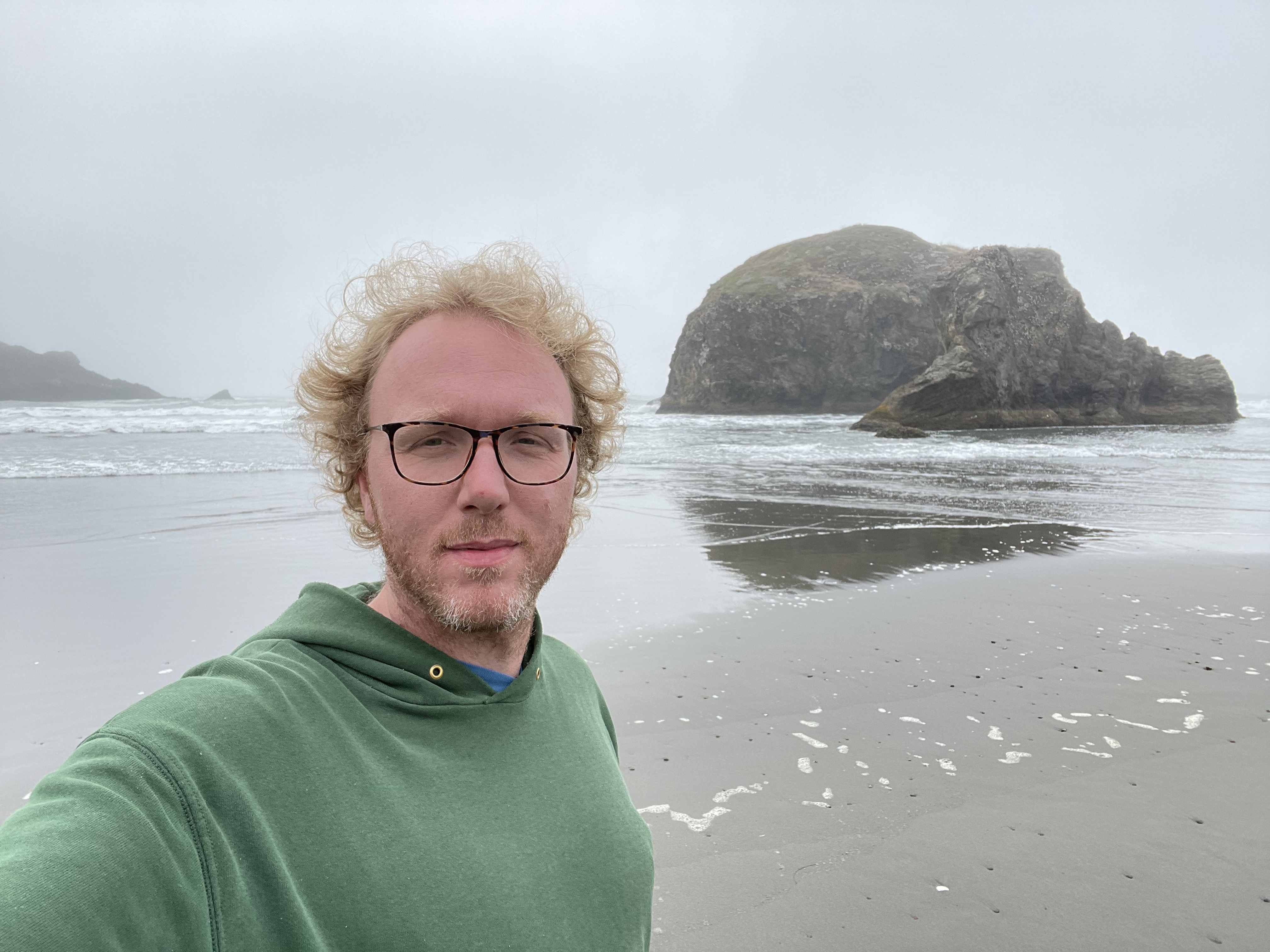
Domenico Müllensiefen, 2022

Domenico Müllensiefen (* 1987 in Magdeburg) ist ein deutscher Schriftsteller und Autor.

## Leben
Müllensiefen wurde in Magdeburg geboren und verbrachte seine Kindheit und Jugend mit Mutter, Stiefvater und dem knapp zehn Jahre jüngeren Bruder auf einem Bauernhof in Beetzendorf in der Altmark. Nach der Realschule lernte er mit 16 Jahren bei der Deutschen Telekom in Magdeburg. Nach Abschluss der Lehre zog er 2006 nach Leipzig, um dort eine Stelle als Systemelektroniker anzutreten. Im Rahmen dieser Tätigkeit machte er die Bekanntschaft von Steffen Mohr, der sich zu seinen literarischen Bestrebungen positiv äußerte. Nachdem er sich im Jahr zuvor vergeblich beworben hatte, studierte Müllensiefen ab 2011 am Deutschen Literaturinstitut Leipzig, arbeitete nebenher auf dem Bau und als Bestatter und schloss das Studium mit einem Master „Literarisches Schreiben“ ab. Seit 2016 arbeitet er wieder in seinem erlernten Beruf und plant und überwacht als Bauleiter den Ausbau von Glasfaserleitungen. Im Oktober 2022 unterrichtete er für zwei Wochen an der University of Idaho kreatives Schreiben. Müllensiefen lebt und arbeitet in Leipzig. Daneben hat er für seine literarische Tätigkeit ein Büro in der ehemaligen Leipziger Baumwollspinnerei.

## Literarisches Schaffen
Müllensiefen war 2013 Mitherausgeber der Jahresanthologie Tippgemeinschaft der Studierenden des Deutschen Literaturinstituts Leipzig. Texte von ihm erschienen in den Jahresausgaben 2013, 2014 und 2016.
Im Jahr 2022 veröffentlichte er im Kanon Verlag seinen ersten Roman Aus unseren Feuern, der für den Debütpreis des Harbour Front Literaturfestivals 2022 nominiert wurde. In seinem Debütroman mit autobiographischen Elementen beschreibt er in einem klar definierten Zeitrahmen von neun Tagen das Leben der drei 1985 geborenen Jugendlichen und Freunde seit Kindertagen Heiko Persberg, Thomas Meier und Karsten Albrecht „im Leipzig der Nullerjahre“ und ihre gescheiterten Lebensentwürfe. Ende September 2024 wurde Aus unseren Feuern am Schauspielhaus Neubrandenburg in der Inszenierung von Maik Priebe mit Danne Hoffmann und Thomas Pötzsch uraufgeführt.
Sein zweiter Roman Schnall dich an, es geht los spielt in der ostdeutschen Provinz nach der Wende. Die Hauptperson ist Marcel, ein junger Mann aus dem fiktiven Ort Jeetzenbeck in der Altmark, „irgendwo in der Nähe von Magdeburg“, dessen Leben und Beziehungen zu anderen auf zwei verschiedenen Zeitebenen beschrieben werden. Im Buch wird „eine fiktive Geschichte nah an der Realität erzählt. Auf zwei Ebenen, die eine reicht von 1993 bis 2003, die andere bildet mit dem Jahr 2023 die Erzählgegenwart.“ Das Buch war für den Literaturpreis Hotlist 2024 nominiert.
Daneben veröffentlicht er sporadisch Gastbeiträge und Essays in Zeitschriften wie der Zeit und dem Spiegel.

## Auszeichnungen
- 2023: Klopstock-Förderpreis für Aus unseren Feuern[23]
- 2023: Uwe-Johnson-Preis in der Kategorie „Förderpreisträger“ für Aus unseren Feuern[2][24]

## Veröffentlichungen
- Schnall dich an, es geht los. Kanon Verlag, Berlin 2024, ISBN 978-3-9856812-6-6
- Aus unseren Feuern. Kanon Verlag, Berlin 2022, ISBN 978-3-9856801-5-3
- Tippgemeinschaft. Jahresanthologie der Studierenden des Deutschen Literaturinstituts Leipzig. Beitrag, Connewitzer Verlagsbuchhandlung, Leipzig 2016, ISBN 978-3-937799-76-6
- Tippgemeinschaft. Beitrag, Connewitzer Verlagsbuchhandlung, Leipzig 2014, ISBN 978-3-937799-70-4
- Tippgemeinschaft. Mitherausgeberschaft und Beitrag, Connewitzer Verlagsbuchhandlung, Leipzig 2013, ISBN 978-3-937799-68-1

- Wir müssen den Jungen was bieten. Gastbeitrag in Die Zeit, September 2024[25]
- Auf der National-Straße. Beitrag in Spiegel Spezial, Januar 2025[26]